# Marie Vinck
Pour les articles homonymes, voir Vinck.
Marie Vinck, née le 3 janvier 1983 à Wilrijk (Anvers), est une actrice belge.

## Biographie
Marie Vinck est fille de l'actrice et réalisatrice Hilde Van Mieghem et commence le métier d'actrice en 1993, à l'âge de dix ans, dans le premier épisode de la série télévisée Moeder, waarom leven wij? (nl).
Elle étudie les langues et les littératures néerlandaise et anglaise à l'université d'Anvers. En 2004, à l'âge de 21 ans, sa prestation dans son premier film, De kus, est remarquée et elle remporte pour ce film le prix Joseph Plateau de la meilleure actrice et le même prix au festival CinemaEuropa à Viareggio.
En 2006, elle étudie l'art dramatique au Studio Herman Teirlinck à Anvers, ville où elle réside.
Marie Vinck a une relation avec l'acteur Stef Aerts.

## Filmographie

### Cinéma
- 2004 : De kus de Hilde Van Mieghem : Sarah
- 2006 : Zonder Jou (aussi Aangemeerd) de Jannice Adriaansen : Isabel
- 2007 : Vox Populi de Eddy Terstall : Peggy (à 25 ans)
- 2007 : Amsterdam de Ivo van Hove : Hannah
- 2007 : The Box Collector de John Daly : Julie
- 2008 : Loft d'Erik Van Looy : Sarah
- 2008 : Post Scriptum de Jef Vingerhoedt : Joke
- 2009 : Smoorverliefd (aussi Oh no, it’s a Woman) de Hilde Van Mieghem : Michelle
- 2009 : De SM-rechter de Erik Lamens : la fille
- 2010 : Oxygène (aussi Adem ou Zuurstof) de Hans Van Nuffel : Anneleen
- 2017 : La Langue de ma mère de Hilde Van Mieghem : Josée

### Télévision
- 1993 : Moeder, waarom leven wij? de Guido Henderickx : Netje (jeune)
- 1993 : Audiovisual Gallo-Roman Museum de Patricia Toye : la petite-fille
- 1998 : Kaas d'Orlow Seunke : docteur Ida
- 2001 : Saint Amour (nl) d'Eric Oosthoek : Ilse
- 2004 : Witse de Vincent Rouffaer : Loesje
- 2004 : De Kavijaks (aussi Onder de Wolken) de Stijn Coninx : Esther
- 2007 : Vermist (Urgence disparitions) de Jacob Verbrugge (épisode Kika-Weilandboy) : Karen Smetrijns
- 2007 : De smaak van de Keyser (L'Empereur du goût) de Frank Van Passel : Louise
- 2009 : De Rodenburgs de Christophe Ameye : Marie-Claire
- 2009 : Wolven de Rik Daniels : Sofia Belen
- 2013 : Zuidflank de Hendrik Moonen : An Rutten
- 2013 : Safety First de Tim Van Aelst (épisode De goeroe) : Vanessa
- 2018 : 13 Commandements : Vicky Degraeve